# Nordwest (Magdeburg)
Nordwest, Magdeburg-Nordwest – dzielnica miasta Magdeburg w Niemczech, w kraju związkowym Saksonia-Anhalt.